# Rîbalske, Ohtîrka
Rîbalske (în ucraineană Рибальське) este localitatea de reședință a comunei Rîbalske din raionul Ohtîrka, regiunea Sumî, Ucraina.

## Demografie
Componența lingvistică a localității Rîbalske
     Ucraineană (97,6%)
     Rusă (2,2%)
     Alte limbi (0,2%)
Conform recensământului din 2001, majoritatea populației localității Rîbalske era vorbitoare de ucraineană (97,6%), existând în minoritate și vorbitori de rusă (2,2%).